# Episodi di Avvocato di difesa - The Lincoln Lawyer (seconda stagione)
La seconda stagione della serie televisiva Avvocato di difesa - The Lincoln Lawyer, composta da dieci episodi, è stata pubblicata dal servizio di streaming Netflix in due parti. I primi cinque episodi sono stati pubblicati il 6 luglio 2023, mentre gli ultimi cinque episodi sono stati pubblicati il 3 agosto 2023.
| n° | Titolo originale                  | Titolo italiano                     | Pubblicazione USA | Prima TV Italia |
| -- | --------------------------------- | ----------------------------------- | ----------------- | --------------- |
| 1  | The Rules of Professional Conduct | Le regole di condotta professionale | 6 luglio 2023     | 6 luglio 2023   |
| 2  | Obligations                       | Obblighi                            | 6 luglio 2023     | 6 luglio 2023   |
| 3  | Conflicts                         | Conflitti                           | 6 luglio 2023     | 6 luglio 2023   |
| 4  | Discovery                         | Discovery                           | 6 luglio 2023     | 6 luglio 2023   |
| 5  | Suspicious Minds                  | Menti sospettose                    | 6 luglio 2023     | 6 luglio 2023   |
| 6  | Withdrawal                        | Ritiro                              | 3 agosto 2023     | 3 agosto 2023   |
| 7  | Cui Bono                          | Cui prodest?                        | 3 agosto 2023     | 3 agosto 2023   |
| 8  | Covenants and Stipulations        | Accordi e dichiarazioni             | 3 agosto 2023     | 3 agosto 2023   |
| 9  | The Fifth Witness                 | Il quinto                           | 3 agosto 2023     | 3 agosto 2023   |
| 10 | Bury Your Past                    | Nascondere il passato               | 3 agosto 2023     | 3 agosto 2023   |

## Le regole di condotta professionale
- Titolo originale: The Rules of Professional Conduct
- Diretto da: Rob Seidenglanz
- Scritto da: Ted Humphrey

### Trama
Il caso Elliott ha trasformato Mickey in una vera e propria celebrità, le cui giornate sono scandite non soltanto dagli impegni lavorativi, ma anche dalle innumerevoli interviste ai principali media nazionali. Griggs è stato messo a capo di un nuovo filone d'inchiesta su Jesús Menendez, il quale è ritenuto dai piani alti ingiustamente a piede libero; Mickey dovrà accompagnarlo in centrale a deporre e solamente allora Griggs valuterà se sussistono i requisiti per procedere nei suoi confronti. Maggie sta scontando le conseguenze del caso Soto, essendo stata spedita a dirigere una sede periferica della procura, ritrovandosi lontana dal centro del potere giudiziario. Ed è proprio a causa di questo pesante dazio che Maggie non fa i salti di gioia quando Mickey, durante una cena al ristorante, la ragguaglia sulla possibile riapertura del procedimento a carico di Menendez; inoltre, la donna rinfaccia all'ex marito, troppo preso dalla sua nuova frenetica vita, di trascurare la figlia Hayley. Abbandonato bruscamente da Maggie al tavolo, Mickey fa la conoscenza della chef Lisa Trammel, con la quale scatta immediatamente un flirt.
Il giorno seguente Lisa, dopo che Mickey ha trascorso la notte insieme a lei, si presenta nel suo studio perché ha ricevuto un'ordinanza restrittiva da parte di Mitchell Bondurant; questi è un avido costruttore che mira a radere al suolo l'intero quartiere in cui sono situati il ristorante e la casa di Lisa per costruire lussuosi edifici residenziali. Siccome Lisa rappresenta l'ultimo baluardo prima della completa gentrificazione dell'area, oltre ad animare le iniziative di protesta dei residenti, è inevitabilmente diventata il bersaglio delle rappresaglie di Bondurant. Griggs ha in mano prove molto solide nei confronti di Menendez, compreso il coltello con cui ha ucciso Martha Renteria. Mickey ottiene un successo in un altro caso, quello di Russell Lawson, consulente finanziario arrestato per violazione di domicilio al termine di una notte di bagordi in cui non si ricorda per quale motivo abbia commesso l'effrazione; Mickey è riuscito a scagionarlo, dimostrando che lo stato di alterazione psicofisica in cui si trovava lo ha indotto a confondere la propria abitazione con quella in cui si è poi casualmente ritrovato. Lorna sta faticando a gestire lavoro, studi di giurisprudenza e organizzazione del matrimonio con Cisco. Quando si reca alla segreteria dell'ateneo per sbrigare la pratica del tirocinio legale, Lorna resta turbata nel sentire il nome del rettore che dovrà incontrare per la firma.
Mickey trova Russell Lawson comodamente seduto nel balcone di casa sua. L'uomo non è affatto l'anonimo e impacciato consulente difeso in tribunale, bensì un membro della gang con cui si era scontrato nel caso Soto, il cui obiettivo era assumerlo come avvocato in modo tale da poterlo manovrare a proprio vantaggio. Russell infatti, prendendosi la piena responsabilità dell'omicidio di Martha Renteria per il quale è indagato Menendez, sa che ora Mickey non lo potrà denunciare, dato che altrimenti violerebbe la clausola di riservatezza tra avvocato e cliente.

## Obblighi
- Titolo originale: Obligations
- Diretto da: Rob Seidenglanz
- Scritto da: Gladys Rodriguez

### Trama
Mickey chiede consiglio al fidato mentore Siegal su come risolvere il ginepraio in cui è invischiato con Russell, il quale da par suo non perde occasione di ricordargli il loro patto. Mickey si vede costretto a spostare in secondo piano la difesa di Menendez, essendo sopraggiunto un imprevisto con Glory Days. La prostituta è stata arrestata perché trovata in possesso di cocaina che costei asserisce le è stata passata da un tizio distinto di nome Hector Moya. Cisco scopre che Moya è un personaggio di spicco del cartello di Tijuana, la cui presenza a Los Angeles è molto probabilmente dovuta all'interesse della sua organizzazione verso il mercato di droga in città. Lorna incontra il rettore Dean Wheaton, quel professore che tentò di molestarla e fu all'origine della sua decisione di abbandonare gli studi; la donna trova il coraggio di affrontarlo, dicendogli che in fin dei conti l'ha aiutata a essere più forte.
Mickey riesce a far scarcerare Glory, chiudendo un accordo con Maggie che prevede il passaggio alla procura delle informazioni sugli spacciatori di cui è a conoscenza la prostituta. Una volta rientrata nella propria abitazione, Glory è aggredita da Russell e salvata dal pronto intervento della polizia, con Griggs ad ammanettare il camorrista. L'architetto dell'intera situazione è stato Mickey, il quale ha seguito fino in fondo il consiglio del mentore Siegal e fatto in modo di mettere Russell in trappola, senza che si potesse risalire a lui e quindi non violando il loro accordo di riservatezza. Glory annuncia a Mickey che si trasferirà alle Hawaii per ricominciare una nuova vita lontana da Los Angeles e dal giro della prostituzione. Assicurato Russell alla giustizia, Mickey ottiene un provvedimento di rigetto per Menendez che chiude così le sue pendenze giudiziarie e si può dedicare alla figlia in arrivo.
Mentre sta tornando a casa guidando una delle sue Lincoln, felice per l'andamento positivo degli ultimi eventi, Mickey riceve la telefonata di Lisa che implora il suo aiuto, essendo stata arrestata con l'accusa di aver ucciso Mitchell Bondurant.

## Conflitti
- Titolo originale: Conflicts
- Diretto da: Kate Woods
- Scritto da: Dailyn Rodriguez

### Trama
Lisa racconta a Mickey che quella mattina due detective si sono presentati nel suo ristorante per chiederle di seguirli in centrale, dove avrebbe dovuto rispondere ad alcune domande su Bondurant; soltanto in quel momento ha saputo che il costruttore era morto, venendo arrestata dopo una presunta ammissione di colpevolezza che Lisa sostiene di non aver mai fatto. Il detective Howard O'Brien, incaricato della indagini, sospetta fortemente di Lisa per il livore con cui la donna si è espressa nei confronti di Bondurant durante l'interrogatorio, tanto da non rispondere alla domanda se avrebbe mai desiderato ucciderlo. Come se non bastasse, a rappresentare l'accusa è stata chiamata Andrea Freemann, un osso duro che ha battuto diverse volte Mickey in tribunale, nonché amica di Maggie, che gli rinfaccia il declassamento a cui ha condannato l'ex moglie mentre lui si è preso la luce dei riflettori.
Il Giudice Teresa Medina decreta una cauzione di 2.000.000 $, un importo parecchio elevato tenendo conto che il capo d'accusa è omicidio premeditato; Mickey fa firmare a Lisa una procura per la vendita dei diritti del caso, con prelievo di una quota dall'onorario, affinché la donna non sia costretta a ipotecare il suo ristorante. Henry Dahl, un produttore di podcast molto interessato alla battaglia di Lisa contro la gentrificazione perseguita da Bondurant, paga la cauzione; Mickey è diffidente verso Henry, reputandolo un mezzo imbroglione la cui presenza rischia di inficiare il suo lavoro. Lorna nota degli strani movimenti sulla carta di Cisco, il quale confessa di aver ripreso a frequentare i vecchi compari della gang dei Road Saints. Quando arrivò a Los Angeles, Cisco rischiava di finire in prigione assieme all'amico Kaz, il quale si prese l'intera colpa e lo lasciò libero; adesso Kaz è uscito di prigione e Cisco vuole onorare il proprio debito, chiudendo definitivamente i conti con il passato. Mickey decide che è venuto il momento di mandare Lorna in prima linea, nominandola propria assistente in aula. Izzy presenta a Mickey la sua fidanzata Ray, mentre Cisco fa visita a Wheaton dopo che Lorna gli ha rivelato i loro trascorsi.
Mickey invita Lisa a mantenere rapporti puramente professionali per tutta la durata del processo, non essendo etico frequentare la propria cliente. Alla domanda di Lisa se crede alla sua innocenza, Mickey risponde che il suo obiettivo è ottenere un verdetto di assoluzione, a prescindere da quelle che sono le proprie convinzioni. Henry osserva Lisa congedarsi dalla casa di Mickey.

## Discovery
- Titolo originale: Discovery
- Diretto da: Kate Woods
- Scritto da: Ryan Hoang Williams

### Trama
L'ufficio di Mickey è letteralmente invaso dalle scatole relative al caso Trammell trasmesse dall'accusa, una strategia di Andrea per mandarlo in confusione e nascondere gli elementi utili alla difesa. Mickey vuole mettersi sulle tracce di Jeff, l'ex marito di Lisa dal quale ha divorziato perché in disaccordo sull'apertura del ristorante, prima che sia accalappiato dall'accusa. Andrea propone a Mickey un patteggiamento pari a sei anni di reclusione, una condanna decisamente inferiore rispetto a quella che Lisa potrebbe rimediare in aula. Tenuto a comunicare l'offerta alla propria cliente, Mickey incassa un deciso rifiuto da parte di Lisa che è convinta di vincere e non vuole gettare all'aria il proprio lavoro, anche se rischia l'ergastolo; messa davanti alla realtà dei fatti, Lisa concede a Mickey un giorno per trovare prove in grado di discolparla, altrimenti accetterà il patteggiamento.
La situazione di Lisa sembra complicarsi quando Cisco entra in possesso di fotografie che la ritraggono aggredire Bondurant durante una manifestazione. Cisco sorprende Kaz intento a fare i bagagli per scappare, avendo appurato che è in combutta con i federali per evitare l'accusa di omicidio; Cisco non ha alcuna intenzione di farsi coinvolgere dall'amico nel programma protezione testimoni, avendo una nuova vita a cui non intende rinunciare. Mickey scopre che la società di Bondurant aveva degli strani intrallazzi con un'attività oscura chiamata The Terrazzo di proprietà di un figlio del noto gangster della mafia armena Sasha Kazarian. Mickey esulta perché convinto di aver trovato un potenziale assassino alternativo, così comunica ad Andrea che non intendono accettare il patteggiamento; Andrea però ribatte che l'offerta non era già più sul tavolo, il che significa che l'accusa ha in mano qualcosa di grosso da usare contro di loro.

## Menti sospettose
- Titolo originale: Suspicious Minds
- Diretto da: Antonio Negret
- Scritto da: Zach Calig

### Trama
Mickey insiste con Lisa sull'assoluta necessità di rintracciare l'ex marito Jeff prima che lo faccia Andrea. Henry si appresta a lanciare una nuova serie di podcast dedicati agli affari loschi di Bondurant, con tanto di vecchi interventi di Lisa; Mickey presenta un'ingiunzione per bloccare il podcast, scatenando la rabbia di Henry che è unicamente motivato dai profitti ricavabili da questa storia. Jeff si mette in contatto con Mickey per comunicargli che non ha intenzione di testimoniare a favore di Lisa, nonostante la sparizione di un martello di sua proprietà che potrebbe compromettere la posizione dell'ex moglie. La polizia fa irruzione al covo dei Road Saints, senza però rinvenire le armi che nel frattempo Cisco si era premurato di far sparire per aiutare i vecchi compari in cambio della scioglimento di ogni vincolo nei loro confronti.
All'udienza preliminare viene chiamata a deporre Margo Schafer, impiegata di Bondurant che ha dichiarato di aver visto Lisa la mattina dell'omicidio nelle vicinanze dell'ufficio. Mickey ha fatto scattare delle fotografie a Lorna, riuscendo a farle ammettere come prove, in cui è difficile riuscire a visualizzare correttamente i pedoni sul marciapiede, quindi l'identificazione di Lisa da parte della Schafer ha poco valore. Dopodiché l'accusa convoca una testimone a sorpresa, l'analista forense Hannah Gates, che identifica un paio di guanti contenenti le impronte di Lisa e una macchia di sangue riconducibile a Bondurant. La Giudice Medina non può fare altro che decretare il rinvio a giudizio di Lisa, stante la solidità delle prove a suo carico. Mickey rimprovera Lisa per le continue omissioni che la fanno apparire non completamente sincera, al che la donna reagisce stizzita perché la sta trattando come una normale cliente e negando la loro relazione. Cisco e Lorna consegnano a Kaz un passaporto per ricominciare la propria vita altrove.
Henry ha stretto un accordo per vendere i diritti dei podcast a un'emittente televisiva. Non appena saputa la notizia, Mickey telefona a Lorna per rimproverarla di aver tenuto i documenti sul bagagliaio della macchina, accusandola di trascurare il lavoro perché sta pensando al suo matrimonio; Lorna non accetta la reprimenda, avendolo più volte esortato a digitalizzare i fascicoli cartacei, e gli risponde a tono. Mickey si reca alla macchina, quando viene avvicinato da due uomini che lo aggrediscono a calci e pugni.

## Ritiro
- Titolo originale: Withdrawal
- Diretto da: Antonio Negret
- Scritto da: Matthew J. Lieberman

### Trama
Ritrovato da Izzy riverso a terra dopo l'aggressione subita, Mickey è trasportato d'urgenza in ospedale; nonostante abbia rimediato un braccio rotto e il fegato spappolato, l'avvocato è assolutamente determinato a non mollare il caso ed è convinto che il mandante di tutto sia Alex Grant. Lorna, con cui Mickey si è riconciliato dopo la loro lite, ha scoperto che Grant è un collezionista d'arte a caccia della quinta e ultima opera di un artista europeo noto come Tinto. Izzy si è lasciata con Ray, avendo scoperto che la storia della palestra era soltanto un escamotage per spillarle denaro.
Mickey e il suo team attirano Grant in trappola, notificandogli la citazione in giudizio. Uscito dall'ospedale, l'avvocato consegna a Izzy le pillole di morfina che gli sono state prescritte, temendo che possano riaccendere la sua vecchia dipendenza; Maggie e Hayley si stabiliscono a casa sua finché non si rimetterà in salute. Mickey torna subito operativo in tribunale per fronteggiare il tentativo da parte di Grant di ottenere l'annullamento della citazione; tirando in ballo il suo diretto coinvolgimento nel progetto di costruzione del villaggio olimpico per Los Angeles 2028, Mickey riesce a dimostrare come abbia avuto rapporti con Bondurant, il che rende necessaria la sua deposizione al processo. Il Giudice Medina invita Mickey, pur avendo ottenuto ciò che voleva, a trovare qualche argomentazione più solida da usare contro Grant. Un aiuto in questo senso arriva da Cisco, il quale ha scoperto che tra le diverse società non operative riconducibili a Grant ce n'è una di nome Pan Media; il presidente di Pan Media è David Webber, al contempo produttore esecutivo del podcast di Henry.
Mickey accusa Henry davanti a Lisa di aver commissionato la sua aggressione; facendo leva sul suo senso di colpa, Mickey mette Henry davanti al fatto che adesso, onde evitare conseguenze, dovrà lavorare per loro. La convivenza riaccende la passione tra Mickey e Maggie, ma il mattino seguente l'ex moglie gli annuncia di aver ricevuto un'importante proposta di lavoro a San Diego che ha tutta l'intenzione di accettare. Nonostante la notizia difficile da digerire, Mickey riprende a guidare le sue amate Lincoln ed è fiducioso sul futuro del caso.

## Cui prodest?
- Titolo originale: Cui Bono
- Diretto da: Shana Stein
- Scritto da: Chris Downey & Michael Connelly

### Trama
Mickey trova sull'uscio di casa un avviso di indagine dell'FBI indirizzato ad Alex Grant, avendo il dubbio se qualcuno stia cercando di aiutarlo od ostacolarlo. Al primo giorno del processo nella sua arringa Mickey sostiene che Lisa è stata incastrata da qualcuno più in alto sia delle polizia che della procura. Andrea chiama a deporre il detective O'Brien e proietta il filmato dell'interrogatorio di Lisa, riferendo del martello mancante dal capanno degli attrezzi.
Cisco incontra Felix Vasquez, l'agente che ha firmato l'avviso di indagine; costui non conferma né smentisce l'autenticità del documento. Mickey lo mostra comunque in tribunale nel tentativo di dimostrare come la polizia non abbia mai indagato sulle minacce che Bondurant ha rivolto ad Alex Grant. Alla ripresa dell'udienza Mickey accusa apertamente O'Brien di non aver voluto distogliere lo sguardo dalla povera Lisa, quando invece la pista Grant appariva da subito molto concreta. Mickey invita Henry a comunicare agli uomini di Grant che questi non ha nulla da temere, poiché il suo obiettivo primario è addossare ogni responsabilità a Bondurant. Izzy scopre che il prezzo dell'affitto della palestra è improvvisamente salito, quindi non avendo sufficiente denaro rischia di perderla.
Andrea chiama alla sbarra l'agente Vasquez. L'uomo chiarisce che Grant tecnicamente non è sotto indagine da parte dell'FBI, tuttavia l'uso del termine "tecnicamente" lascia intendere che i federali non lo considerino completamente innocente. A quel punto Vasquez si vede costretto ad ammettere che un'indagine a carico di Grant è in corso. Mickey è convinto che sia stato qualcuno dentro l'FBI a fargli avere l'avviso di indagine, indirizzandolo a indagare su Grant. Il Giudice Medina ammette una nuova prova trovata dall'accusa, l'arma del delitto.

## Accordi e dichiarazioni
- Titolo originale: Covenants and Stipulations
- Diretto da: Shana Stein
- Scritto da: Lisa Quintela

### Trama
Mickey spiazza tutti in aula con due mosse quantomeno improvvide; prima acconsente che sia messa a verbale l'appartenenza del martello a Lisa, quindi dichiara che il sangue rinvenuto sullo stesso è della sua cliente. L'obiettivo di Mickey è impedire all'accusa di allestire il suo spettacolo sulla prova regina, nel mentre è alla ricerca di nuovi testimoni che possano sparigliare le carte. Hayley organizza una festa di compleanno a sorpresa a Mickey nel suo studio, invitando per l'occasione anche la nonna, e madre di Mickey, Elena. All'improvviso si fa vivo Jeff che ha intenzione di testimoniare a favore di Lisa; Mickey intuisce subito che qualcosa non va, infatti l'uomo è mosso dalla volontà di mettere le mani su parte dei profitti derivanti dalla storia legale dell'ex moglie, riprendendosi quanto ha perso con il ristorante.
Andrea chiama a deporre Valerie Stern, vicina di casa di Lisa, che sostiene di aver sentito la donna inveire violentemente sull'ex marito Jeff; Mickey riesce a dimostrare che la Stern è stata pagata da Bondurant per provare a far sloggiare Lisa e agevolare la gentrificazione. Mickey mette a segno un altro colpo, accusando l'impiegato edile della contea Walter Kim di essersi fatto ingaggiare da Bondurant per scattare la fotografia di Lisa che aggredisce l'impresario, mentre in realtà è stato l'uomo a iniziare la colluttazione. Mickey racconta a Hayley che sua nonna è stata un'attrice latinoamericana di successo e lui è frutto di un rapporto occasionale con il padre latin lover. Con l'aiuto di Lorna, Izzy riesce a venire a capo della faccenda della palestra, riottenendo il canone d'affitto precedentemente pattuito senza alcun rialzo.
A sorpresa l'accusa chiama a testimoniare Henry Dahl perché in possesso di prove che condurrebbero direttamente alla colpevolezza di Lisa. Henry è in possesso degli originali del podcast, mai pubblicati, in cui Lisa confessa di averlo fatto pedinare dal suo gruppo di attivisti. Essendo venerdì pomeriggio, Mickey non vuole che i giurati passino il weekend con in mente il podcast, così decide di mandare Lisa alla sbarra.

## Il quinto
- Titolo originale: The Fifth Witness
- Diretto da: Ted Humphrey
- Scritto da: Katy Erin

### Trama
Nella sua deposizione Lisa accusa Bondurant di aver ostacolato in ogni modo la sua attività, ma non lo avrebbe mai ucciso nonostante le cattiverie fatte alla sua comunità. Andrea mette Lisa alle corde rivolgendole insistenti domande sul suo matrimonio con Jeff, facendo risaltare il carattere talvolta spigoloso dell'imputata, come dimostrato dalla successiva testimonianza di un suo ex dipendente. Mickey chiama una consulente per dimostrare che una donna dell'altezza di Lisa non avrebbe mai potuto colpire Bondurant con il martello sulla testa; Andrea confuta la tesi, dimostrando che Lisa avrebbe potuto colpirlo se l'uomo avesse chinato la testa.
Mickey decide di passare al contrattacco costruendo un colpevole alternativo e a tale scopo gli vengono utili i precedenti trascorsi con Alex Grant. Questi, chiamato alla sbarra, è costretto ad ammettere che ogni volta in cui andava a trovare il padre in carcere poi passava nel panificio gestito dalla zio, anche lui membro di quella cosca armena da cui a parole sarebbe lontano. Mickey ottiene il risultato sperato, facendo appellare Grant al quinto emendamento e impedendo ad Andrea di controinterrogarlo, dopodiché fa testimoniare Cisco che una telecamera ha ripreso un furgone del corriere di proprietà di Grant all'esterno del garage in cui è avvenuto l'omicidio di Bondurant.
Andrea spiazza Mickey, rifiutandosi di controinterrogare Cisco e chiedendo di passare subito alla requisitoria finale; il procuratore ribadisce come Lisa sia l'unica possibile colpevole, invitando i giurati a non credere ai trucchi illusionistici messi in campo dall'avvocato Haller. Un dipendente di Lisa, portando la cena nello studio di Mickey, riconosce da una fotografia Walter Kim come colui il quale aveva ispezionato il loro ristorante il giorno prima dell'arresto di Lisa; mandato sulle tracce di Kim, Cisco comunica a Mickey che l'uomo è sparito.

## Nascondere il passato
- Titolo originale: Bury Your Past
- Diretto da: Ben Hernandez Bray
- Scritto da: Ted Humphrey & Dailyn Rodriguez

### Trama
Nella sua requisitoria Mickey evidenzia che l'accusa non ha prodotto alcuna prova concreta a dimostrazione della colpevolezza di Lisa, dipingendola come l'eroina americana in lotta contro tutti per realizzare il suo sogno. La giuria emette rapidamente il proprio verdetto, dichiarando Lisa non colpevole. Quella sera Lisa si presenta a casa di Mickey, riprendendo la relazione sentimentale che il rapporto professionale aveva dovuto congelare. Andrea concede a Mickey l'onore della armi, ammettendo di aver occultato delle prove che avrebbero scagionato Lisa, quindi l'ormai ex cliente è realmente innocente.
Mentre sta passeggiando con Hayley, Mickey riconosce di trovarsi nello stesso posto da cui gli aveva telefonato Jeff la prima volta; questo dimostra che l'uomo presentatosi come l'ex marito di Lisa in realtà era un attore ingaggiato a tal scopo. Mickey pretende di sapere da Lisa cosa ne ha fatto di Jeff, la cui ricomparsa avrebbe potuto danneggiarla, e scopre con ribrezzo che la donna lo ha seppellito in giardino, motivo per cui si è sempre opposta alla gentrificazione di Bondurant ed era sempre nervosa quando si menzionava l'ex marito. Lorna telefona a Griggs per far arrestare Lisa, questa volta per un reato che ha davvero commesso, quindi convola finalmente a nozze con Cisco.
Izzy, che ha ospitato il ricevimento nuziale di Cisco e Lorna nella sua palestra, restituisce le chiavi a Mickey perché adesso dovrà concentrarsi sulla nuova attività. Alex Grant ha perso l'appalto per il villaggio olimpico, ragion per cui Mickey deve fare attenzione perché si è procurato un nuovo nemico; non a caso, dopo essere uscito dal ristorante in cui ha incontrato Siegel, Mickey viene quasi investito da un bolide a folle velocità. Mickey va in carcere a conoscere il suo nuovo cliente, Julian La Cosse, accusato dell'omicidio di una prostituta di nome Giselle che affermava di essere sua cliente; in camera mortuaria Mickey identifica il corpo di Giselle come Glory Days.